# Kondrac
Kondrac (en allemand : Kondratz) est une commune du district de Benešov, dans la région de Bohême-Centrale, en République tchèque. Sa population s'élevait à 514 habitants en 2020.

## Géographie
Kondrac se trouve à 5 km au sud-sud-ouest de Vlašim, à 20 km au sud-est de Benešov, à 33 km au nord-nord-est de Tábor et à 56 km au sud-est de Prague.
La commune est limitée par Vlašim au nord et à l'est, par Vracovice à l'est, par Pravonín et Louňovice pod Blaníkem au sud, et par Ostrov et Hradiště à l'ouest.

## Histoire
La première mention écrite de la localité date de 1318.

## Administration
La commune se compose de trois quartiers :
- Dub
- Kondrac
- Krasovice